# Злостављање особа са инвалидитетом
Злостављање особа са инвалидитетом или малтретирање особа са инвалидитетом је скуп злоупотребе понашања или ставова, јединствених или поновљених, који  изазвају бол, патњу или повреду особа са инвалидитетом , у контексту односа поверења и зависности . Злостављање може бити физичко, морално, финансијско, сексуално, или немар.
Инвалидност која се посматра као елемент рањивости  у кривичном праву дефинише се као злодело.
Ово малтретирање се може десити у стамбеној установи, у болничком окружењу, у затвору или у кући особе са инвалидитетом.
Према неким ауторима, западна култура злостављање предиспонира злочине из мржње према особама са инвалидитетом због вишевековне конструкције особе са инвалидитетом као криве , зле или јадне како су вековима третиране кроз популарну културу .
Данас се положај особа са инвалидитетом мора посматрати пре свега као питање људских права, а свако злостављање особа са инвалидитетом по закону кажњива злоупотреба.  Злостављање особа са инвалидитетомт је сложен друштвени феномен који практично задире у све области савременог живота и изискује мултисекторски приступ и сарадњу различитих органа власти, локалних самоуправа, цивилног сектора и самих особа са инвалидитетом и њихових организација. Нагласак се ставља на гарантовање равноправности особа са инвалидитетом, на недискриминацију, забрану злостављања и њихово пуно учешћа у друштву.

## Фактори ризика за злостављање
Пошто многе сметње код инбвалидних особа нису одмах видљиве (на пример, астма, ментална болест или сметње у учењу), неки насилници не могу да рационализују невидљиви инвалидитет потребом за разумевањем, подршком и тако даље.
Пошто је неким особама са инвалидитетом потребна додатна подршка других током свог живота, они су такође подложни занемаривању.
Они са сметњама у учењу често нису у стању да јасно комуницирају или објасне детаље на начин на који други разумеју и стога је мање вероватно да ће им се веровати ако пријаве злостављање.

## Облици насиља-тортуре
Класично поимање појма тортуре, у складу са дефиницијом из Конвенције против тортуре (ЦАТ Конвенција), садржи четири конститутивна елемента:
- значајан бол или патњу,
- намеру,
- циљ,
- укљученост државе или њених званичника у акт тортуре.

У контексту особа са инвалидитетом, наведени елементи добијају посебну димензију. Наиме, сама дефиниција дела тортуре подразумева намеру да се одређена лица дискриминишу на незаконит начин, што се може посебно односити на ову групу. Мучење, или злостављање, засновано на дискриминацији особа са инвалидитетом испуњава услове и циљеве и намере дефиниције тортуре. Такође, чин мучења
подразумева стање беспомоћности лица над којим је дело извршено, који у случајевима задржавања или смештаја у здравственим установама или Социјална заштита често може бити реалност. Коначно, фактор који укључује намера да се инвазивним смањи или елиминише степен тешкоће-инвалидности методе, без пристанка и уз бол и патњу, доприносе могућности да представљају радње мучења/злостављања

## Заштита злостављених особа са инвалидитетом
Заштита особа са инвалидитетом је један од најосетљивијих и најспецифичнијих елемената друштвено-развојне, економске и пре свега социјалне политике уопште. У том смислу задатак  свих чинилаца у једном друштву  јесте да афирмишу развој инвалидске заштите у оквирима модерне, плуралне социјалне политике имајући у виду особу са инвалидитетом као појединца, личност са свим општим и специфичним потребама.
Системска решења морају свакој групацији особа са инвалидитетом да омогуће да:
- обликују, изражавају и реализују своје основне развојне потребе као и посебне интересе,
- имају једнаке могућности као и особе без инвалидитета, а пре свега да имају право на различитост.

### Конвенција о правима особа са инвалидитетом као предуслов за заштиту
Генерална скупштина Уједињених нација усвојила је једногласно 13. децембра 2006. године Конвенцију о правима особа са инвалидитетом и Опциони протокол уз њу. Република Србија је потписала Конвенцију о правима особа са инвалидитетом и Опциони протокол уз њу 17. децембра 2007. године. После усклађивања прописа Републике Србије са одредбама Конвенције, Народна скупштина Републике Србије 2009. године ратификовала је Конвенцију о правима особа са инвалидитетом и Опциони протокол уз њу изгласавањем закона о потврђивању Конвенције и Опционог протокола.